# Sylvilagus mansuetus
Sylvilagus mansuetus е вид бозайник от семейство Зайцови (Leporidae). Видът е критично застрашен от изчезване.

## Разпространение
Разпространен е в Мексико (Южна Долна Калифорния).